# Saint-Michel-sur-Orge
Saint-Michel-sur-Orge es una comuna francesa situada en el departamento de Essonne, en la región de Isla de Francia.
Es un suburbio del sur de París, ubicado a unos 20 kilómetros del centro de la ciudad.

## Demografía
| 3725 | 15 268 | 20 727 | 20 044 | 20 771 | 20 375 | 21 437 |
| Para los censos de 1962 a 1999 la población legal corresponde a la población sin duplicidades (Fuente: INSEE [Consultar]) |        |        |        |        |        |        |